# Semantic Grid
Der Begriff Semantic Grid bezieht sich auf einen Ansatz des Grid-Computing, nach welchem Informationen, Ressourcen und Services in maschinenlesbarer Form beschrieben werden.
Dies soll es einfacher machen, Ressourcen im so genannten Grid zu finden und automatisch hinzuzufügen, was bei der Etablierung virtueller Organisationen hilft.
Die semantischen Beschreibungen stellen Metainformationen dar und werden üblicherweise mit den Technologien des Semantic Web, wie z. B. RDF, realisiert.
In Anlehnung an das Semantic Web kann das Semantic Grid definiert werden als:
"eine Erweiterung des bestehenden Grids, in welchem Informationen und Services wohl-definierte Bedeutungen erhalten, um es Computern und Menschen zu ermöglichen, besser zu kooperieren." (Quelle: Semantic Grid Gruppe)
Diese Sichtweise auf das Semantic Grid wurde zuerst im Kontext der e-Science formuliert, weil man feststellte, dass ein solcher Ansatz notwendig erschien, um ein hohes Maß an einfach zu nutzender und nahtlos ineinandergreifender Automatisierungen zu schaffen, welches es ermöglicht auf globaler Ebene flexibel zusammenzuarbeiten und verteilt Berechnungen anstellen zu können.
Die Nutzung von Semantic Web – und anderer Technologien im Bereich des Wissensmanagements in Grid-Anwendungen – wird manchmal als Knowledge Grid umschrieben. Das Semantic Grid erweitert dies, indem es diese Technologien auch innerhalb der Grid Middleware anwendet.
Einige Aktivitäten bezüglich des Semantic Grid werden durch die Semantic Grid Forschungsgruppe des Global Grid Forum (GGF) koordiniert.